# Cal Mestre Gifré
Cal Mestre Gifré és un masia situada al municipi Riner, a la comarca catalana del Solsonès.